# Making History (Stephen Fry)
Making History (1996) is de derde roman van Stephen Fry. Het verhaal gaat over het creëren van een alternatieve geschiedenis waarin Hitler nooit bestaan heeft. Het boek won de Sidewise Award for Alternate History.

## Verhaal

### Het begin
Het verhaal wordt in de eerste persoon verteld door Michael "Pup" Young, een geschiedenisstudent aan de Universiteit van Cambridge, die op het punt staat zijn proefschrift over het vroege leven van Adolf Hitler en diens moeder af te ronden. Hij ontmoet professor Leo Zuckerman, een natuurkundige met grote interesse in Hitler, de opkomst van de nazi's en de Holocaust. Michael neemt aan dat dit te maken heeft met zijn Joodse achtergrond, maar later blijkt dat Leo geboren werd als Axel Bauer, de zoon van Dietrich Bauer, een nazi-dokter in Auschwitz. Leo heeft een machine gebouwd waarmee het verleden bekeken kan worden, maar het is niet bruikbaar omdat het beeld geen details laat zien. Samen maken ze het plan om de machine aan te passen, zodat ze iets terug in de tijd kunnen sturen. Ze besluiten een permanente mannelijke anticonceptiepil te sturen, die ze stelen van de vriendin van Michael. Zij werkt als onderzoeker in de biochemie en heeft Michael verlaten voor een baan aan de Universiteit van Princeton. Ze sturen de pil terug in de tijd naar de waterput in Braunau am Inn, zodat Hitlers vader het zal drinken, en zo onvruchtbaar wordt. Hitler zal op die manier dus niet geboren worden. Op het moment dat de pil verstuurd wordt, verandert alles.

### Alternatieve Tweede Wereldoorlog
Michael wordt wakker en hij is gedesoriënteerd. Hij ontdekt dat hij zich in de VS bevindt, bij de Universiteit van Princeton. Iedereen die hij tegenkomt verbaast zich over zijn Britse accent. Pas na enige tijd komt er wat van zijn geheugen terug. Hij realiseert zich dat zijn plan heeft gewerkt, dat de geschiedenis veranderd is, en dat zijn ouders om de een of andere reden naar Amerika verhuisd zijn. Michael vertelt zijn nieuwe vriend Steve dat hij zo blij is dat die nooit heeft gehoord van Hitler, Braunau am Inn of de nazipartij. Maar Steve verbetert hem: hij heeft wel degelijk gehoord van de nazi's.
Michael ontdekt de geschiedenis van deze nieuwe wereld. Het blijkt dat in het vacuüm van Hitler een andere leider is ontstaan, Rudolph Gloder. Deze blijkt nog efficiënter, charmanter, geduldiger en redelijker te zijn, en net zo gefocust op de Endlösung der Judenfrage als Hitler.
De nazi's hebben in 1932 een mandaat gewonnen in de Reichstag, en ze ontwikkelen een eigen elektronica-industrie. In 1937 bereikt Gloder een vreedzame Anschluss met Oostenrijk. Maar Gloder is ook snel met de ontwikkeling van de atoombom, en dit leidt in het alternatieve 1938 tot de destructie van Moskou, Leningrad, Stalin en zijn Politbureau van de CPSU. Het grote Duitse Rijk annexeert Tsjecho-Slowakije, Joegoslavië, Polen en Turkije en valt wat is overgebleven aan de voormalige Sovjet-Unie binnen. In 1939 capituleren Frankrijk, het Verenigd Koninkrijk, Scandinavië, België, Luxemburg en Nederland. Het Verenigd Koninkrijk komt in 1941 nog in opstand, waarbij de Hertog van York en andere dissidenten worden geëxecuteerd. De Joden worden geëxporteerd naar een "Joods vrijstaat" in Joegoslavië, waar het grootste deel van de Holocaust plaatsvindt. De Verenigde Staten ontwikkelt atoomwapens in 1941, wat leidt tot een Koude Oorlog met nazi-Duitsland.
Tegenslagen voor de nazi's die veroorzaakt werden door Hitlers persoonlijkheid zijn nooit gebeurd. De nazi's wonnen de oorlog en hebben de macht in heel Europa. Het plan van het Derde Rijk voor genocide van het Joodse ras is waarschijnlijk uitgevoerd - als Michael vraagt naar het lot van de Joden in Europa krijgt hij geen antwoord.
De Verenigde Staten zijn op sociaal gebied erg conservatief. In de jaren 60 is er geen opleving geweest van sociaal liberalisme, homoseksualiteit is nog verboden en er is nog rassendiscriminatie. Steve blijkt homoseksueel te zijn. Hij leert Michaels achtergrond kennen, en hij ziet diens verhalen over Gay Pride Parades en bloeiende homo-gemeenschappen als een utopie. Dan realiseert Michael zich dat hij ook homo is.
Michael wordt opgepakt omdat hij verdacht wordt van spionage. Hij ontdekt dat het water uit Braunau is gebruikt voor de massale sterilisatie van de Europese Joden, zodat ze in één generatie van de kaart geveegd zijn. De persoon die dit plan perfectioneerde was Dietrich Bauer. Zijn zoon Axel heeft opnieuw een "Temporal Imager" uitgevonden. Met behulp van Michael en Steve probeert hij alles terug te draaien, maar ze worden onderbroken door de FBI-agenten die Michael al eerder oppakten. Ze schieten uiteindelijk Steve neer, en hij sterft in Michaels armen terwijl de tijd opnieuw verandert.

### Terug naar de gewone wereld
Deze keer weet Michael wat er gaat gebeuren, en hij ontdekt al snel dat vrijwel alles weer zo is als het was, behalve dat zijn favoriete band nooit bestaan heeft. Hij geeft zijn carrière in de wetenschap op, en gaat geld verdienen met het "schrijven" van zijn favoriete nummers die toch niemand kent. Michael wordt herenigd met Steve, die zich ook de vorige realiteit herinnert. Hun relatie is niet langer illegaal.

## Schrijfstijl
Het grootste deel van het boek is geschreven als proza, maar enkele hoofdstukken zijn geschreven als script. De hoofdstukken in deze stijl zijn meestal rijk aan actie, en door deze manier van schrijven kan er veel informatie overgebracht worden in korte tijd. Dit lijkt samen te hangen met de overtuiging van de hoofdpersoon dat er in boeken altijd alle ruimte is om na te denken over wat de karakters denken, maar dat in films geen tijd is om stil te zitten, en er altijd iets gebeurt.